# USS Callaghan (DD-792)
Pour les articles homonymes, voir USS Callaghan.
L'USS Callaghan (DD-792) est un destroyer de classe Fletcher en service dans la Marine des États-Unis pendant la Seconde Guerre mondiale. Il est nommé en l'honneur du contre-amiral Daniel J. Callaghan, mort au combat lors de la bataille navale de Guadalcanal en novembre 1942.
Sa quille est posée le 21 février 1943 à San Pedro (Los Angeles) par la société Bethlehem Steel, il est lancé le 1er août 1943 ; parrainée par Mme D. J. Callaghan. Le navire est mis en service le 5 février 1943 sous le commandement du commander F. J. Johnson.

## Historique
Le Callaghan appareille de la côte ouest le 5 février 1944 pour rejoindre la 5e flotte afin de participer aux raids aériens sur Palaos, Yap, Ulithi et Woleai du 30 mars au 1er avril. Basé depuis Manus en avril, le Callaghan soutient l'opération Hollandia en tant que radar picket pendant les frappes aériennes.
De juin à août 1944, le Callaghan opère en tant qu'escorte des porte-avions d'escorte, soutenant ensuite les invasions de Saipan, Tinian et Guam. Le 17 juin, ses canons abattent trois avions ennemis lors d'une attaque aérienne japonaise. Le Fanshaw Bay, touché par une bombe lors de cette même attaque, est escorté par le destroyer jusqu'à Eniwetok. Fin août, le Callaghan escorte des forces à Palaos, Mindanao, Luçon et le centre des Philippines pour appuyer l'invasion des Palaos, tremplin vers les Philippines.
Le Callaghan prend part à la bataille du golfe de Leyte en octobre 1944 avant de poursuivre le mouvement des Japonais vers le nord avec la 3e flotte afin de frapper Luçon. En transit le 3 novembre, il assiste le croiseur léger torpillé Reno jusqu'à l'arrivée de navires de secours, avant de rejoindre sa Task Force. En décembre, le destroyer participe à d'autres frappes aériennes sur le centre des Philippines et, en janvier 1945, il navigue avec la 3e flotte pour des raids aériens sur Formose, Luçon, Indochine, Hong Kong et Nansei Shoto.
Au cours des mois suivants, le Callaghan assiste les porte-avions bombardant Iwo Jima, Okinawa et dans la région de Kantō. Le Callaghan participe au naufrage d'un navire piquet japonais le 18 février et, le 3 mars, il participe au bombardement de Parece Vela. À la fin de mars, il rejoint une force de cuirassés à Ulithi, opérant durant le bombardement précédant l'invasion d'Okinawa, où il fait feu sur les positions japonaises à terre dans la nuit du 26 mars.
Opérant ensuite au large des côtes, le destroyer participe au naufrage d'un sous-marin japonais et abat trois bombardiers en piqué. Le 28 juillet, il est touché par un Yokosuka K5Y kamikaze qui s'écrase sur son côté tribord. L'une de ses bombes pénétra dans la salle des machines arrière et explosa, provoquant un feu incontrôlable. Le navire sombre à 02 h 35 avec 47 membres de son équipage.
Il fut le dernier navire allié coulé par une attaque kamikaze pendant la guerre.

## Décorations
Le Callaghan a reçu huit battle stars pour son service pendant la Seconde Guerre mondiale.